# 绿彩蝉
绿彩蝉（学名：Callogaeana viridula），一种于中国云南省西双版纳州景洪市勐龙镇（原勐龙版纳）勐宋村发现的昆虫，是蝉科斑蝉族彩蝉属的模式种。
本种在2023年被收录入《有重要生态、科学、社会价值的陆生野生动物名录》。